# Jōdo-ji (Ono)
Pour les articles homonymes, voir Jōdo-ji.
Gokurakusan Jōdo-ji (極楽山浄土寺) est un temple bouddhiste de la secte Shingon situé à Ono, préfecture de Hyōgo au Japon. Il a été fondé par Chōgen de 1190 à 1198.

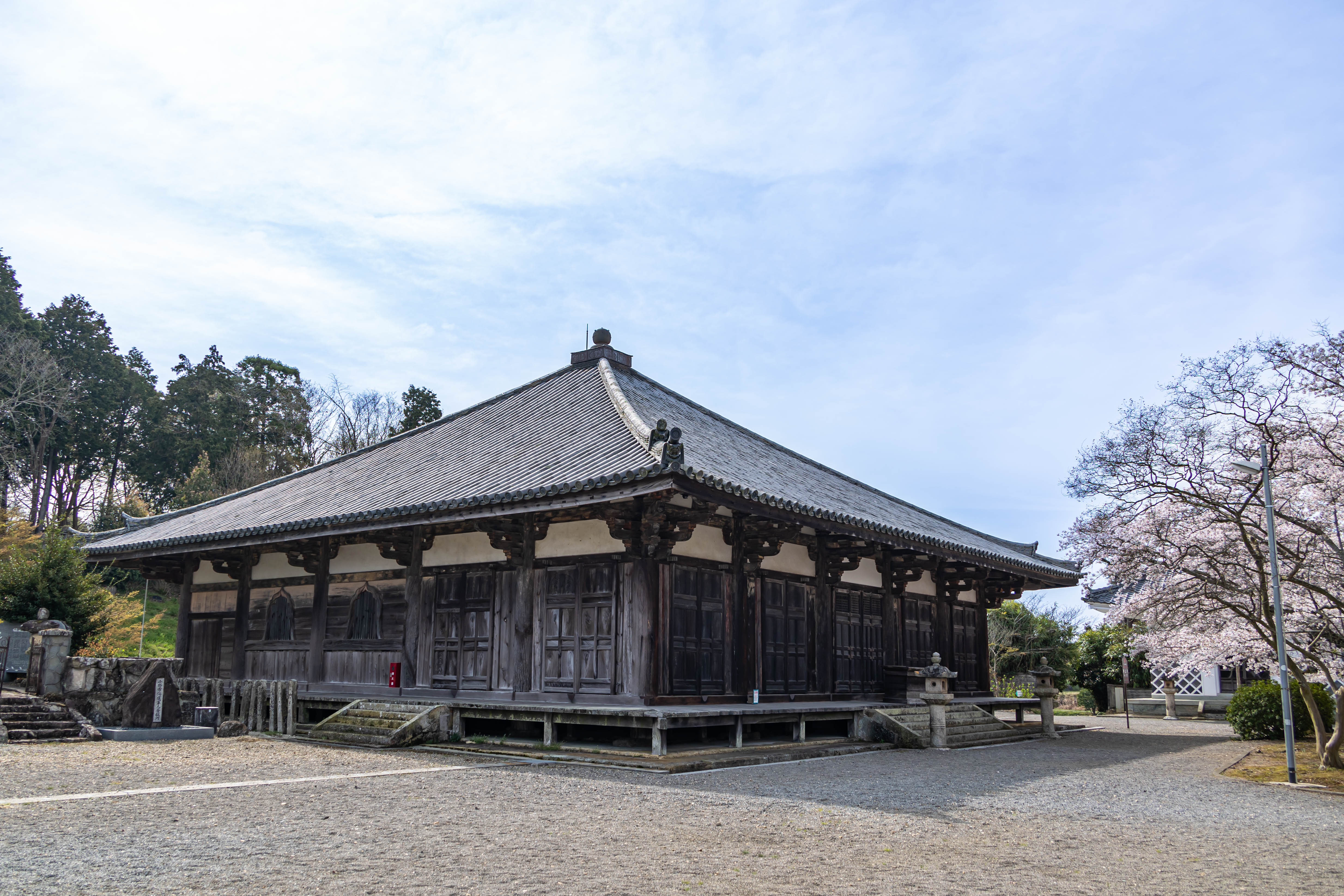
Yakushi-dō (bâtiment principal).

Le jōdo-dō du Jōdo-ji achevé en 1194 est trésor national du Japon. L'architecture de style daibutsuyō combine des éléments d'architecture japonaise et d'architecture chinoise.

## Liste de bâtiments
- Jōdodō : construit en 1194.
- Yakushiō (bâtiment principal) : bien culturel important du Japon ; reconstruit en 1517.
- Honden du Hachiman-jinja : bien culturel important du Japon.
- Haiden du Hachiman-jinja : bien culturel important du Japon.
- Kaizanō : reconstruit en 1520.
- Shōrō : reconstruit en 1632.
- Fudodō
- Monjudō
- Kyōzō

## Liste de sculptures
- Triade Amitabha : trésor national du Japon. Œuvre la plus importante de Kaikei. Elle date de 1195-1197.
- Amitabha : bien culturel important du Japon. Œuvre de Kaikei datant de 1201. En prêt au musée national de Nara.
- Chōgen : bien culturel important du Japon (1234).
- Masque de saints bouddhistes, 25 pièces : bien culturel important du Japon. Œuvre de l'école de Kaikei.

## Liste d'objets d'artisanat
- Tambour manuel en cuivre : bien culturel important du Japon (1194).
- Gorintō en cuivre : bien culturel important du Japon (1194).
- Table : bien culturel important du Japon.

## Liste de peintures
- Nirvana : bien culturel important du Japon.
- Huit saints de Shingon : bien culturel important du Japon.

## Galerie d'images

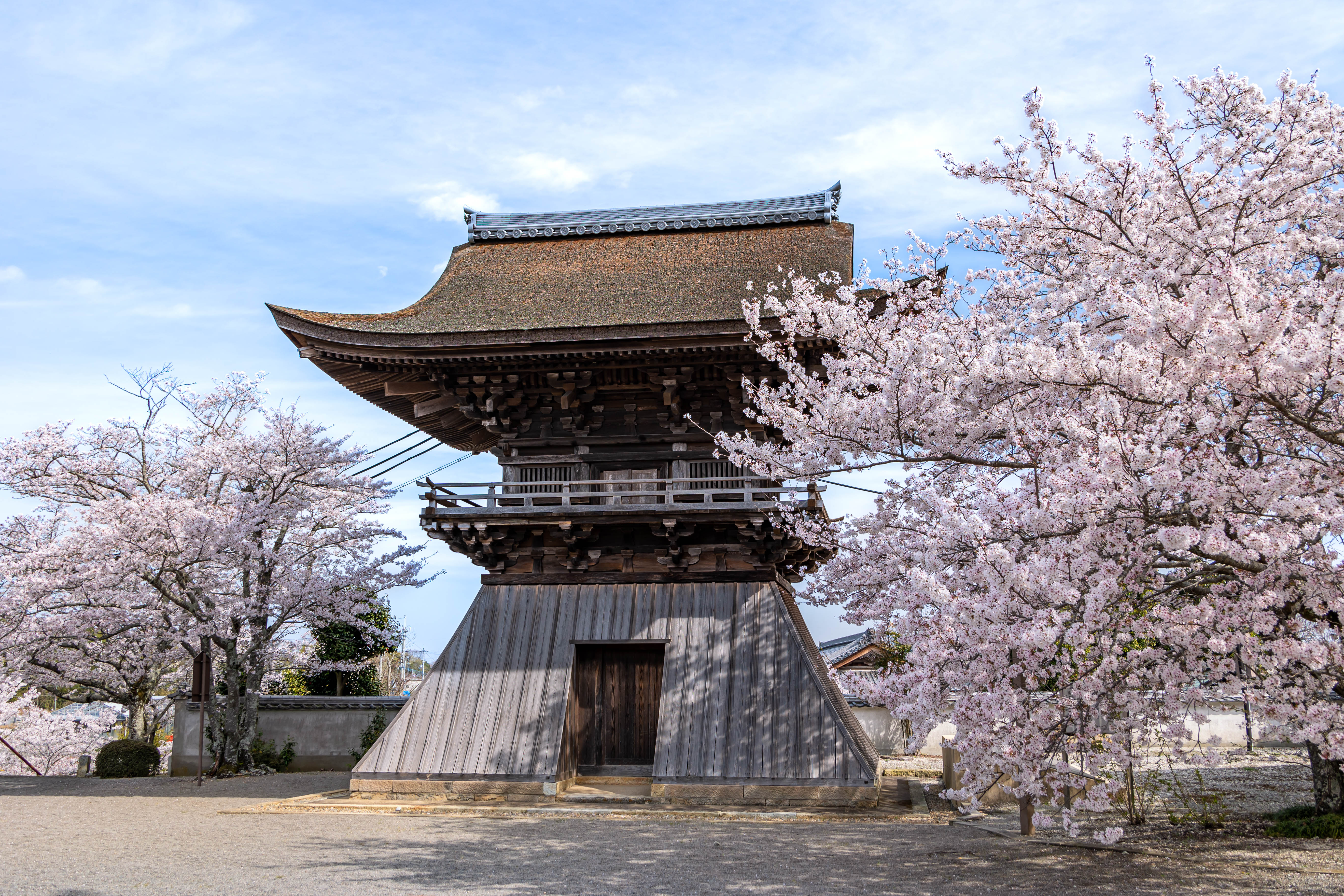
Shōrō.
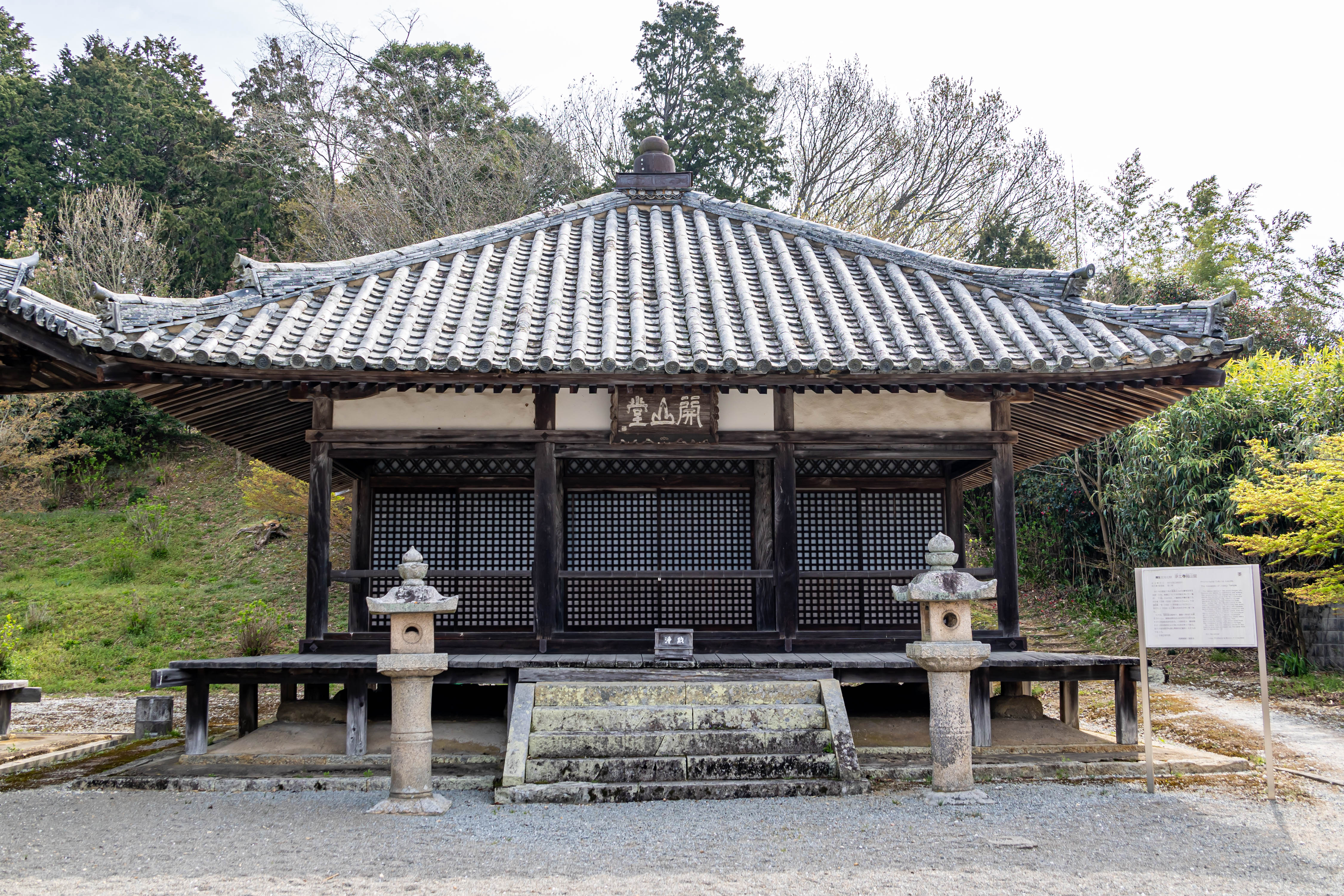
Kaizandō.
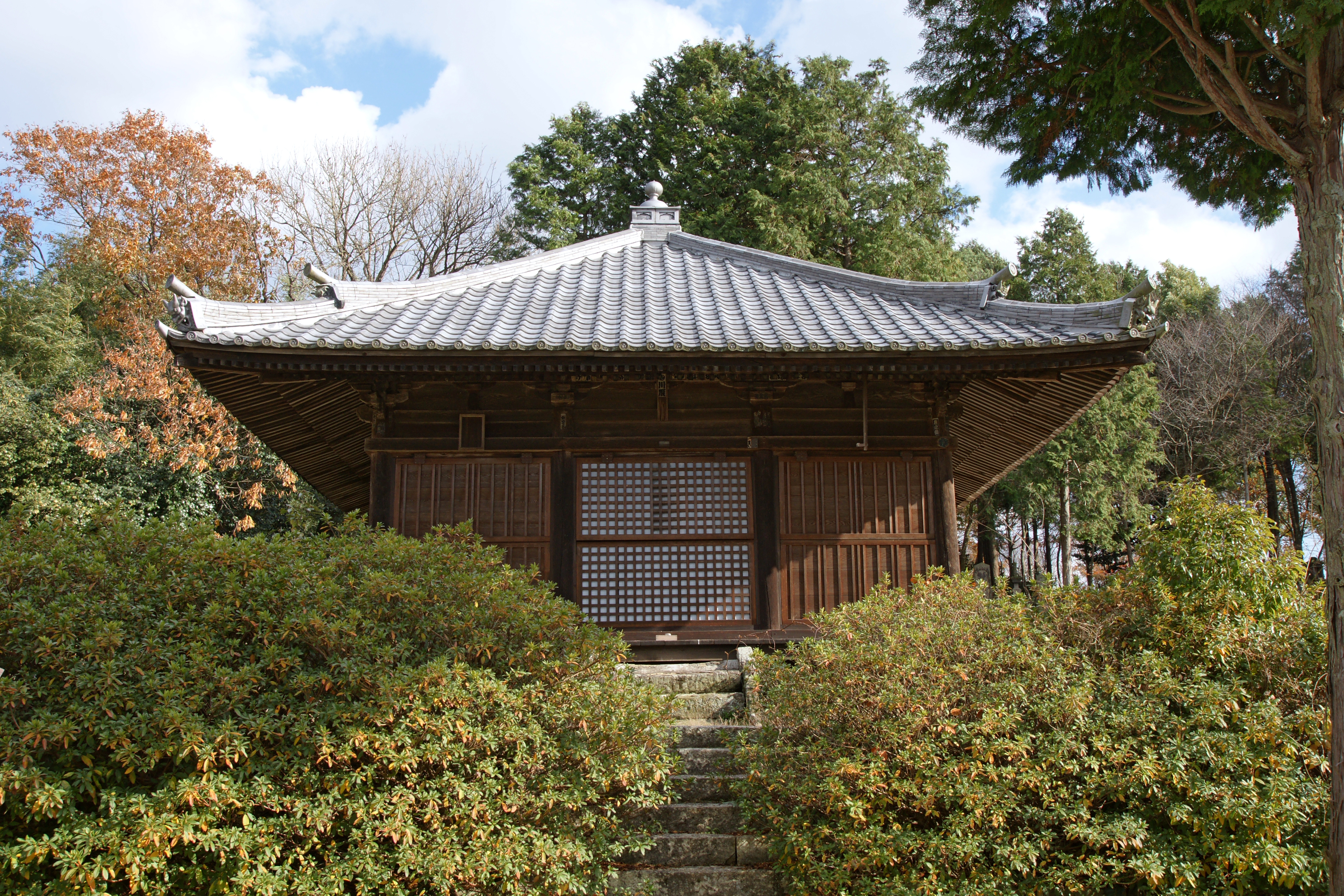
Fudoō.
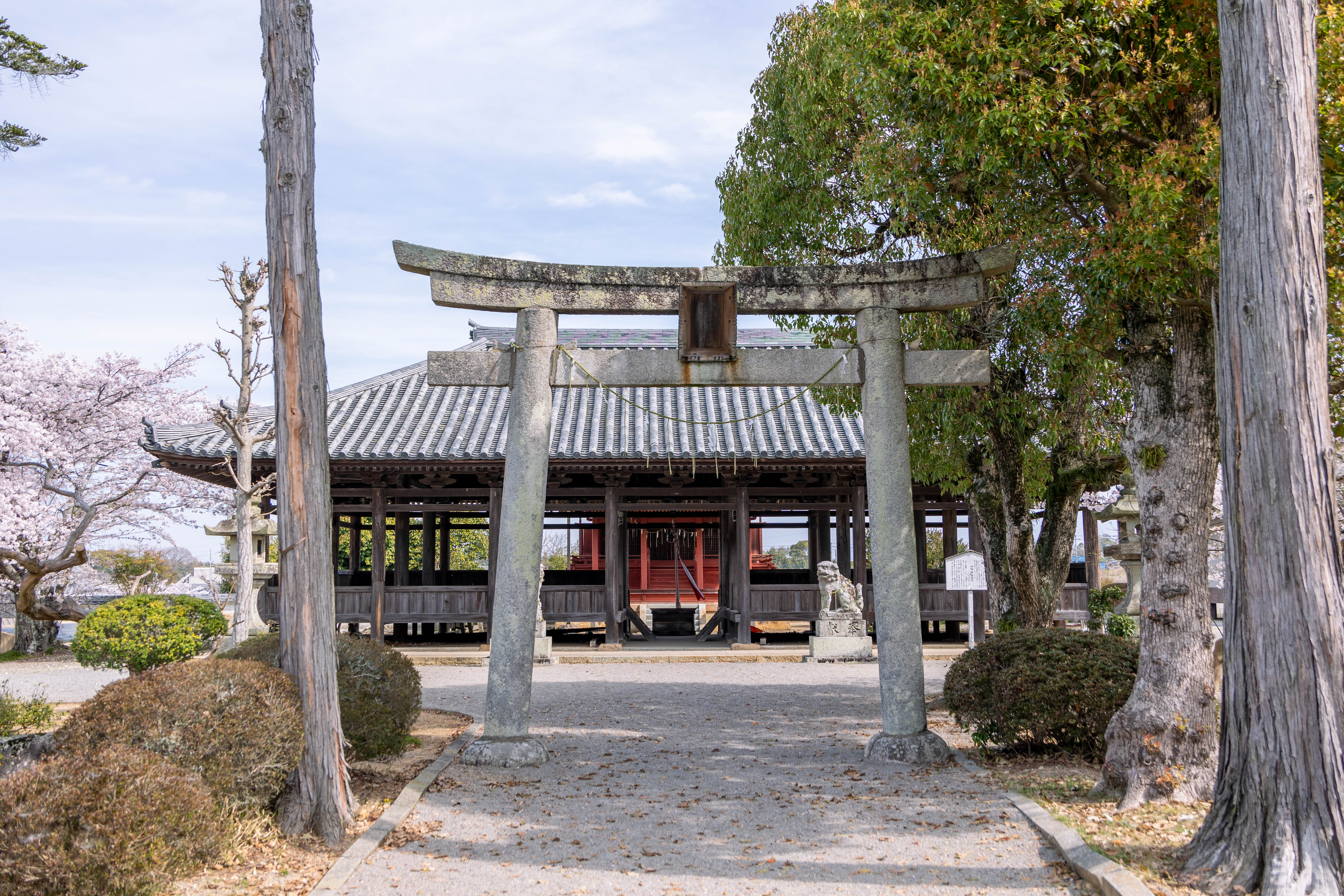
Honden et haiden du Hachiman-jinja.